# Hypoxylon subalbum
Hypoxylon subalbum är en svampart som beskrevs av J.D. Rogers, Y.M. Ju & H.M. Hsieh 2004. Hypoxylon subalbum ingår i släktet Hypoxylon och familjen kolkärnsvampar.   Inga underarter finns listade i Catalogue of Life.